# Espèces menacées (pièce de théâtre)
Espèces menacées (Funny Money) est une pièce de théâtre de Ray Cooney créée en 1994. Elle a été adaptée en français par Michel Blanc et Gérard Jugnot qui sont nommés au Molière de l'adaptateur en 1998 et 1999.

## Argument
Yvon rentre chez lui avec la mauvaise mallette, échangée avec un inconnu dans le RER. Elle renferme des millions de francs et il décide de fuir avec sa femme à Buenos Aires.

## Distribution française
- Gérard Jugnot
- Martin Lamotte
- Didier Caron / Bernard Farcy
- Michèle Garcia
- Thierry Heckendorn
- Régis Ivanov
- Christophe Rouzaud
- Agnès Seelinger

## Adaptation
Le film a été adapté au cinéma aux États-Unis sous le titre Funny Money avec Chevy Chase dans le rôle principal.